# Ma! (He’s Making Eyes at Me)
Ma! (He’s Making Eyes at Me) ist ein Popsong, den Con Conrad (Musik) und Sidney Clare (Text) verfassten und 1921 veröffentlichten. Der Song wurde häufig gecovert und in zwei Spielfilmen verwendet.

## Hintergrund
Das Songwriterteam Conrad und Clare schrieb den humoristischen Song Ma! He’s Making Eyes at Me für den Sänger und Komiker Eddie Cantor, der ihn in der Revue the Midnight Rounders of 1921 vorstellte. Die Musikzeitschrift Variety nahm den Song in ihre Liste Hit Parade of a Half Century auf.

## Erste Aufnahmen und spätere Coverversionen
Zu den Musikern, die den Song ab 1921 coverten, gehörten Billy Jones, das Fleming Novelty Orchestra (Royal 10161), das Benson Orchestra of Chicago (Victor 18819), das Isham Jones Orchestra (Brunswick 5065) und das Al Jocker's Dance Orchestra (Homokord). Die Pianisten Victor Arden und Max Kortlander spielten den Song im Duo ein.
In Deutschland nahmen den Titel die Künstler-Kapelle Marek Weber vom „Esplanade“ Berlin bei Parlophon und das Tanz-Orchester [Willy] Rosé Petösy bei der „Grammophon“ auf. Für Homocord spielte ihn der Berliner Kapellmeister Willy Metschke als ‘Geigen-Primás Jenö Fescay’ auf die Grammophonplatte.
In den amerikanischen Billboard-Charts mit dem Song erfolgreich war Dick Robertson (1940, #12), in Großbritannien Johnny Otis and His Orchestra (mit Marie Adams und The Three Tons of Joy; 1957, #2) und der Kinderstar Lena Zavaroni, die 1974 auf #10 der britischen Charts und auf #91 der Billboard Hot 100 gelangte.  Der Diskograf Tom Lord listet im Bereich des Jazz insgesamt 48 (Stand 2016) Coverversionen, u. a. ab 1937 von Candy Candido, Johnny McGhee, Tony Pastor, Bud Freeman, Frank Froeba, Raymond Scott, Pearl Bailey, Gerry Wiggins, Johnny Otis, Hank D’Amico, Enoch Light, Yusef Lateef, Count Basie, Oscar Peterson, Rare Earth, Sammy Rimington und Percy Humphrey.
Gecovert wurde Ma, He’s Making Eyes at Me auch von Popsängerinnen wie Mary Ann Mercer (mit Mitchell Ayres and his Fashions in Music, Bluebird B-10541-B), Sully Mason (mit Kay Kyser Orchestra, Columbia 35411), Sally Foster, Rita Hovink, Jaye P. Morgan, Judy Garland, Ann-Margret, Anneke Grönloh, Eydie Gormé und Teresa Brewer (Naughty, Naughty, Naughty, 1960), ferner von The Hoosier Hot Shots, The Merry Macs (1940) und den Ray Conniff Singers. Lill-Babs nahm 1957 eine schwedische Version auf („Mamma, en karl har sett på mej“). Der Song fand auch Verwendung in dem Spielfilm Ma! He's Making Eyes at Me (1940, Regie: Harold D. Schuster), wo er von Constance Moore gesungen wurde, und im Fellini-Film La Dolce Vita.